# Lil Durk 2X
Lil Durk 2X è il secondo album in studio del rapper statunitense Lil Durk, pubblicato nel 2016.

## Tracce
1. Check – 4:37
2. LilDurk2x – 3:12
3. So What (featuring Young Thug) – 3:10
4. She Just Wanna (featuring Ty Dolla Sign) – 3:37
5. Money Walk (featuring Yo Gotti) – 3:15
6. Glock Up – 3:01
7. Rich Nigga – 3:18
8. True – 3:09
9. Set It Off – 3:17
10. Super Powers – 4:08
11. My Beyoncé (featuring Dej Loaf) – 4:39

Tracce Bonus (Edizione Deluxe)
1. Hated on Me (featuring Future) – 3:00
2. Make It Back – 2:53